# Troarn
Troarn ist eine französische Gemeinde mit 3.442 Einwohnern (Stand 1. Januar 2022) im Département Calvados in der Region Normandie; sie gehört zum Arrondissement Caen und zum Kanton Troarn.
Die Gemeinde Troarn wurde am 1. Januar 2017 mit Sannerville zur neuen Gemeinde Saline zusammengeschlossen. Die Fusion wurde mit Wirkung zum 31. Dezember 2019 annulliert.

## Geographie
Troarn liegt circa 15 km östlich von Caen. Im Osten des Gemeindegebietes liegt das Feuchtgebiet im Tal des Flusses Dives, in den hier die Muance einmündet.
Umgeben wird Troarn von neun Nachbargemeinden:
| Touffréville           | Bavent                                      | Basseneville            |
| Sannerville            | Kompassrose, die auf Nachbargemeinden zeigt | Saint-Samson            |
| Banneville-la-Campagne | Saint-Pair, Janville                        | Saint-Pierre-du-Jonquet |

## Geschichte
Im Zweiten Weltkrieg wurde Troarn am 19. August 1944 von der deutschen Besatzung befreit.

## Bevölkerungsentwicklung
| Jahr      | 1962  | 1968  | 1975  | 1982  | 1990  | 1999  | 2007  | 2022  |
| --------- | ----- | ----- | ----- | ----- | ----- | ----- | ----- | ----- |
| Einwohner | 1.137 | 1.375 | 1.975 | 3.011 | 3.129 | 3.176 | 3.712 | 3.442 |

## Sehenswürdigkeiten
- Abtei Saint-Martin de Troarn, 1059 von Roger II. de Montgommery (um 1005–1094) gegründet

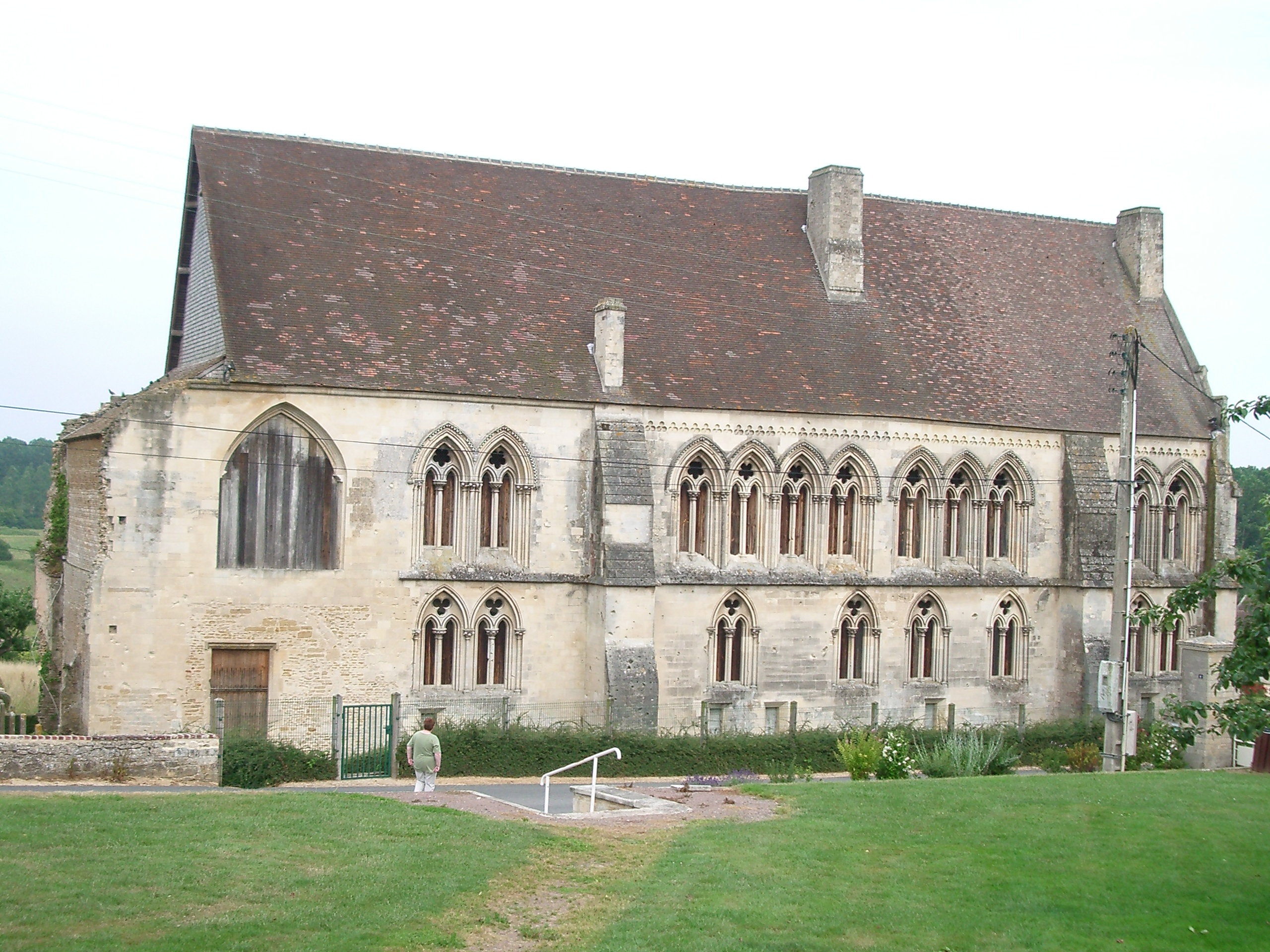
Abtei Saint Martin